# Xạ thủ (phim)
Xạ thủ (tiếng Anh: The Gunman) là một bộ phim hành động giật gân của Mỹ 2015 do Pierre Morel đạo diễn và Don Macpherson viết kịch bản bởi Don Macpherson, Pete Travis và Sean Penn dựa trên tiểu thuyết The Prone Gunman (tựa đề tiếng Pháp: La Position du tireur couché) của Jean-Patrick Manchette. Phim có sự tham gia của Penn, với Idris Elba, Ray Winstone, Mark Rylance và Javier Bardem đóng vai phụ. Phim được khởi chiếu ngày 20 tháng 3 năm 2015 bởi Open Road Films và trở thành bom xịt phòng vé khi chỉ thu về 24 triệu USD so với kinh phí 40 triệu USD.

## Nội dung
Jim Terrier là một cựu lính đặc nhiệm Mỹ nay đã trở thành lính đánh thuê. Anh là thành viên của một đội làm việc cho một công ty ở Cộng hòa Dân chủ Congo vào năm 2006 dưới vỏ bọc cung cấp an ninh cho các dự án địa phương. Anh yêu Annie, một nữ bác sĩ làm việc tại một bệnh viện địa phương. Trong thời gian này, cuộc nội chiến đã tàn phá Congo nhưng các công ty nước ngoài vẫn tiếp tục thu lợi nhuận từ ngành khai thác mỏ ở đất nước này. Sau khi Bộ trưởng Bộ Khai thác có ý ngăn cản việc khai thác mỏ, các công ty nước ngoài đã thuê đội của Terrier ám sát Bộ trưởng để đảm bảo họ vẫn tiếp cận được nguồn tài nguyên khoáng sản. Terrier đã thực hiện vụ ám sát với một khẩu súng bắn tỉa và tẩu thoát khỏi Châu Phi, bỏ Annie ở lại. Từ đó Terrier bỏ nghề lính đánh thuê.
Tám năm sau, Terrier trở lại Congo với vai trò là một nhân viên từ thiện để đào giếng. Một ngày nọ, Terrier bị tấn công bởi ba tên sát thủ nhưng anh đã giết được chúng. Sợ hãi và nghi ngờ, Terrier đến London để gặp một đồng nghiệp cũ là Stanley. Tại đây anh phát hiện mình đang mắc chứng đau đầu khá nguy hiểm, khiến anh bị kém trí nhớ và có thể không còn sống được bao lâu.
Terrier sau đó đến Barcelona, phát hiện Annie đã kết hôn với Felix, một đồng nghiệp cũ khác của anh. Anh nhờ Felix tìm hiểu ai là người đứng sau những vụ truy sát mình. Trong một đợt tấn công của bọn sát thủ, Felix bị giết chết. Terrier đành phải đưa Annie đi trốn cùng anh, họ ẩn náu trong nhà an toàn của Stanley. Stanley tiết lộ rằng Terrance Cox, sếp cũ của họ trong vụ ám sát ở Congo, đã thành lập một công ty an ninh quốc tế phục vụ cho các khách hàng lớn, chẳng hạn như Lầu Năm Góc. Người đứng đầu công ty muốn trừ khử tất cả thành viên cũ của đội lính đánh thuê vì những tiết lộ về quá khứ của họ có thể cản trở sự phát triển của công ty mới. Đó là lý do bọn sát thủ của công ty liên tục truy sát Terrier.
Cox tìm ra nhà an toàn của Stanley, hắn hành quyết Stanley và bắt cóc Annie. Terrier vẫn còn giữ một đoạn phim tiết lộ vai trò của Cox trong vụ ám sát ở Congo và đề nghị giao nộp nó để đổi lấy Annie. Cox không biết rằng Terrier đã thỏa thuận với Đặc vụ Barnes thuộc cơ quan Interpol để cung cấp bằng chứng hỗ trợ cuộc điều tra của họ.
Terrier hẹn gặp Cox tại một trường đấu bò ở Tây Ban Nha để trao đổi. Mặc dù bị cơn đau đầu hành hạ, Terrier vẫn có thể tiêu diệt những tên đặc vụ của Cox. Terrier bắn Cox bị thương, sau đó Cox bị một con bò tót húc chết. Lực lượng Interpol đến và bắt giữ Terrier, Barnes hứa sẽ giúp anh ra tù sớm. Tất cả sự thật trong quá khứ được phơi bày, người đứng đầu công ty an ninh của Cox bị bắt. Một thời gian sau, Terrier ra tù và đoàn tụ với Annie ở Congo. Bộ phim kết thúc.